# Ambale, Yelandur
Ambale là một làng thuộc tehsil Yelandur, huyện Chamarajanagar, bang Karnataka, Ấn Độ.